# 博代昂
博代昂（法語：Beaudéan，法語發音：[bodeɑ̃]）是法国上比利牛斯省的一个市镇，属于巴涅尔德比戈尔区。

## 地理
博代昂（43°1'42"N, 0°10'7"E）面积16.7 平方千米，位于法国奧克西塔尼大區上比利牛斯省，该省份为法国西南部内陆省份，北至热尔省，西接大西洋比利牛斯省，南与西班牙接壤，东临上加龙省。
与博代昂接壤的市镇（或旧市镇、城区）包括：阿斯泰、巴涅尔德比戈尔、康庞。

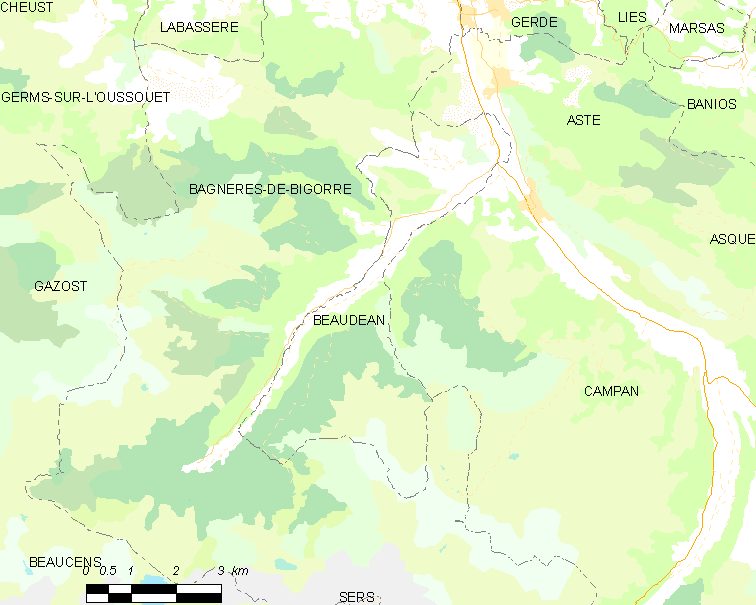
博代昂的OSM定位图

博代昂的时区为UTC+01:00、UTC+02:00（夏令时）。

## 行政
博代昂的邮政编码为65710，INSEE市镇编码为65078。

## 政治
博代昂所属的省级选区为上比戈尔县。

## 人口

1962-2008年间博代昂人口变化图示

博代昂于2022年1月1日时的人口数量为392人。